# Lil' Beethoven
Albums de Sparks
Balls
(2000) Hello Young Lovers
(2006)
Singles
1. Suburban Homeboy
Sortie : 24 mars 2003

Lil' Beethoven est le dix-neuvième album du groupe américain de rock Sparks. Il est sorti en 2002 chez Lil' Beethoven Records, le label du groupe, distribué par Palm Pictures aux États-Unis.

## Histoire
Après plusieurs albums dans une veine techno dominés par les synthétiseurs, Lil' Beethoven présente une approche différente. Les différentes chansons de l'album sont construites autour de fragments orchestraux échantillonnés dans un Yamaha S80 (en). Ron Mael explique que le duo cherche à obtenir « une sorte de son agressif sans utiliser de guitares ». Plusieurs morceaux présentent des paroles très simples et répétitives, comme How Do I Get to Carnegie Hall? ou Your Call Is Very Important to Us. Please Hold., construite autour d'un échantillon de messagerie vocale,.

## Fiche technique

### Chansons
Toutes les chansons sont écrites et composées par Ron Mael et Russell Mael.
| No | Titre                                          | Durée |
| -- | ---------------------------------------------- | ----- |
| 1. | The Rhythm Thief                               | 5:18  |
| 2. | How Do I Get to Carnegie Hall?                 | 3:50  |
| 3. | What Are All These Bands So Angry About?       | 3:32  |
| 4. | I Married Myself                               | 4:59  |
| 5. | Ride 'Em Cowboy                                | 4:20  |
| 6. | My Baby's Taking Me Home                       | 4:42  |
| 7. | Your Call's Very Important to Us. Please Hold. | 4:11  |
| 8. | Ugly Guys with Beautiful Girls                 | 7:06  |
| 9. | Suburban Homeboy                               | 2:58  |

### Musiciens
- Russell Mael : chant
- Ron Mael : claviers, orchestrations
- Tammy Glover : batterie, chœurs
- Dean Menta (en) : guitare

### Équipe de production
- Russell Mael : production, arrangements
- Ron Mael : production, arrangements
- John Thomas : ingénieur du son, mixage